# Atletica leggera ai Giochi olimpici intermedi
Ai Giochi olimpici intermedi di Atene 1906 sono stati assegnati 22 titoli in gare di atletica leggera.
- 22 titoli in palio.
- Durata del programma di gare: dal 25 aprile al 2 maggio.
- Nazioni partecipanti: 19. Per la prima volta ogni Paese presenta una squadra ufficiale, formata sulla base dei risultati migliori ottenuti dai propri atleti.
- Numero di atleti iscritti: 233 (tutti uomini).
- Luogo delle gare: Stadio Panathinaikon di Atene (lo stesso dei Giochi della I Olimpiade). Pista di 333,33 metri, fondo in cenere, 7 corsie sul rettilineo.
- Si gira in senso orario. Sarà l'ultima volta alle Olimpiadi.
- Entra nel programma il fondo: si corre sulla distanza delle 5 miglia inglesi; fanno la loro prima apparizione anche la marcia e il giavellotto.
- Non si disputano invece i 200 piani, i 400 ostacoli, le siepi ed il lancio del martello. Non erano presenti neanche ad Atene 1896.
- Si registrano tre nuovi record olimpici.

## Nazioni partecipanti
Le 16 nazioni che presero parte a quella che viene ricordata come la prima manifestazione ufficiale di atletica leggera per squadre nazionali furono (tra parentesi il numero di iscritti per squadra):
 Australia (3)
 Austria (10)
 Belgio (2)
 Boemia (13)
 Canada (3)
 Danimarca (4)
 Finlandia (3)
 Francia (14)
 Germania (15)
 Grecia (75)
 Italia (6)
 Norvegia (7)
 Gran Bretagna (comprendente l'Irlanda) (19)
 Stati Uniti d'America (31)
 Svezia (13)
 Ungheria (12)
È registrata anche la presenza dell'inglese Arthur Pitt-Marson, militare dell'esercito britannico di stanza al Cairo, che corse con la maglia dell'Egitto.

## Il punto tecnico
Dopo gli insuccessi organizzativi di Parigi e Saint Louis, questa edizione, pur se non ufficiale, dei Giochi, fa parlare di sé per l'efficienza organizzativa e per l'assoluto livello della partecipazione.
Quella di Atene 1906 si rivela la più grande manifestazione di atletica leggera mai tenutasi fino a questo momento. Bisogna precisare però che, come dieci anni prima, le gare sono previste ad inizio di stagione, quindi in nessun paese si tengono delle selezioni.

Il numero di iscritti ad ogni gara è illimitato (non esiste ancora il numero chiuso).

Il cronometraggio è manuale al quinto di secondo. È ufficializzato solo il tempo del primo classificato.

In tutte le gare di mezzofondo di Atene saranno registrati tempi modesti. Sugli 800 metri, per esempio, il tempo del vincitore sarà peggiore di ben 4 secondi rispetto a quello di Saint Louis. Sono state avanzate numerose ipotesi: alcuni ritengono che, poiché ad Atene la gara si è disputata alla corda e, in più, al quarto giorno di gare, il fondopista fosse già molle e sconnesso.

## Nuovi record
| Fanno il loro esordio olimpico: | Fanno il loro esordio olimpico: | 5 miglia, Marcia (su pista) e Lancio del giavellotto        |
| Nuovo record olimpico           | 3 specialità:                   | Maratona, Salto con l'asta (eguagliato) e lancio del disco. |

## Risultati delle gare
| Specialità | Oro                 | Risultato | Argento                                      | Risultato | Bronzo                                 | Risultato     | Dettagli            |
| --- | ------------------- | --------- | -------------------------------------------- | --------- | -------------------------------------- | ------------- | ------------------- |
| 100 m | Archie Hahn         | 11"2      | Fay Moulton                                  | 11"3      | Nigel Barker                           | 11"3          | Classifica completa |
| 400 m | Paul Pilgrim        | 53"2      | Wyndham Halswelle                            | 53"8      | Nigel Barker                           | 54"1          | Classifica completa |
| 800 m | Paul Pilgrim        | 2'01"5    | Jim Lightbody                                | 2'01"6    | Wyndham Halswelle                      | 2'03"0        | Classifica completa |
| 1.500 m | Jim Lightbody       | 4'12"0    | John McGough                                 | 4'12"6    | Kristian Hellström                     | 4'13"4        | Classifica completa |
| 5 miglia | Henry Hawtrey       | 26'11"8   | John Svanberg                                | 26'19"4   | Edward Dahl                            | 26'26"2       | Classifica completa |
| 110 m ostacoli | Robert Leavitt      | 16"2      | Alfred Healey                                | 16"2      | Vincent Duncker                        | 16"3          | Classifica completa |
| Maratona | Billy Sherring      | 2h51'23"6 | John Svanberg                                | 2h58'20"8 | William Frank                          | 3h00'46"8     | Classifica completa |
| Marcia 1.500 metri | George Bonhag       | 7'12"6    | Donald Linden                                | 7'19"8    | Konstantinos Spetsiotis                | 7'24"0        | Classifica completa |
| Marcia 3.000 metri | György Sztantics    | 15'13"2   | Hermann Müller                               | 15'20"0   | Georgios Saridakis                     | 15'33"0       | Classifica completa |
| Salto in alto | Con Leahy           | 1,775 m   | Lajos Gönczy                                 | 1,750 m   | Themistoklis Diakidis Herbert Kerrigan | 1,725 m       | Classifica completa |
| Alto da fermo | Ray Ewry            | 1,56 m    | Léon Dupont Lawson Robertson Martin Sheridan | 1,40 m    | Non assegnata                          | Non assegnata | Classifica completa |
| Salto con l'asta | Fernand Gonder      | 3,50 m =  | Bruno Söderström                             | 3,40 m    | Edward Glover                          | 3,35 m        | Classifica completa |
| Salto in lungo | Meyer Prinstein     | 7,20 m    | Peter O'Connor                               | 7,02 m    | Hugo Friend                            | 6,96 m        | Classifica completa |
| Lungo da fermo | Ray Ewry            | 3,30 m    | Martin Sheridan                              | 3,095 m   | Lawson Robertson                       | 3,050 m       | Classifica completa |
| Salto triplo | Peter O'Connor      | 14,075 m  | Con Leahy                                    | 13,98 m   | Thomas Cronan                          | 13,70 m       | Classifica completa |
| Getto del peso | Martin Sheridan     | 12,325 m  | Mihály Dávid                                 | 11,83 m   | Eric Lemming                           | 11,26 m       | Classifica completa |
| Lancio della pietra | Nikolaos Georgantas | 19,925 m  | Martin Sheridan                              | 19,035 m  | Michalīs Dōrizas                       | 18,585 m      | Classifica completa |
| Lancio del disco | Martin Sheridan     | 41,46 m   | Nikolaos Georgantas                          | 38,06 m   | Verner Järvinen                        | 19,035 m      | Classifica completa |
| Disco stile greco | Verner Järvinen     | 37,17 m   | Nikolaos Georgantas                          | 32,80 m   | István Mudin                           | 31,91 m       | Classifica completa |
| Giavellotto stile libero | Eric Lemming        | 53,90 m   | Knut Lindberg                                | 45,17 m   | Bruno Söderström                       | 44,92 m       | Classifica completa |
| Pentathlon | Hjalmar Mellander   | 26 p.     | István Mudin                                 | 25,3 p.   | Eric Lemming                           | 29 p.         | Classifica completa |
| Tiro alla fune | Germania            |           | Grecia                                       |           | Svezia                                 |               | Classifica completa |
| record mondiale; record olimpico; record mondiale stagionale; record africano; record asiatico; record europeo; record nord-centroamericano e caraibico; record sudamericano; record oceaniano; record nazionale; record personale; record personale stagionale. |                     |           |                                              |           |                                        |               |                     |

## Medagliere
| Posizione | Paese         | Oro | Argento | Bronzo | Totale |
| --------- | ------------- | --- | ------- | ------ | ------ |
| 1         | Stati Uniti   | 11  | 6       | 6      | 23     |
| 2         | Gran Bretagna | 3   | 5       | 1      | 9      |
| 3         | Svezia        | 2   | 4       | 6      | 12     |
| 4         | Grecia        | 1   | 3       | 4      | 8      |
| 5         | Ungheria      | 1   | 3       | 1      | 5      |
| 6         | Canada        | 1   | 1       | 0      | 2      |
| 6         | Germania      | 1   | 1       | 0      | 2      |
| 8         | Finlandia     | 1   | 0       | 1      | 2      |
| 9         | Francia       | 1   | 0       | 0      | 1      |
| 10        | Belgio        | 0   | 1       | 0      | 1      |
| 11        | Australia     | 0   | 0       | 2      | 2      |
| Totale    | Totale        | 22  | 24      | 22     | 68     |